# Dynamine zerlina
Dynamine zerlina är en fjärilsart som beskrevs av Friedrich Wilhelm Niepelt 1926. Dynamine zerlina ingår i släktet Dynamine och familjen praktfjärilar. Inga underarter finns listade i Catalogue of Life.